# Gallaudet University

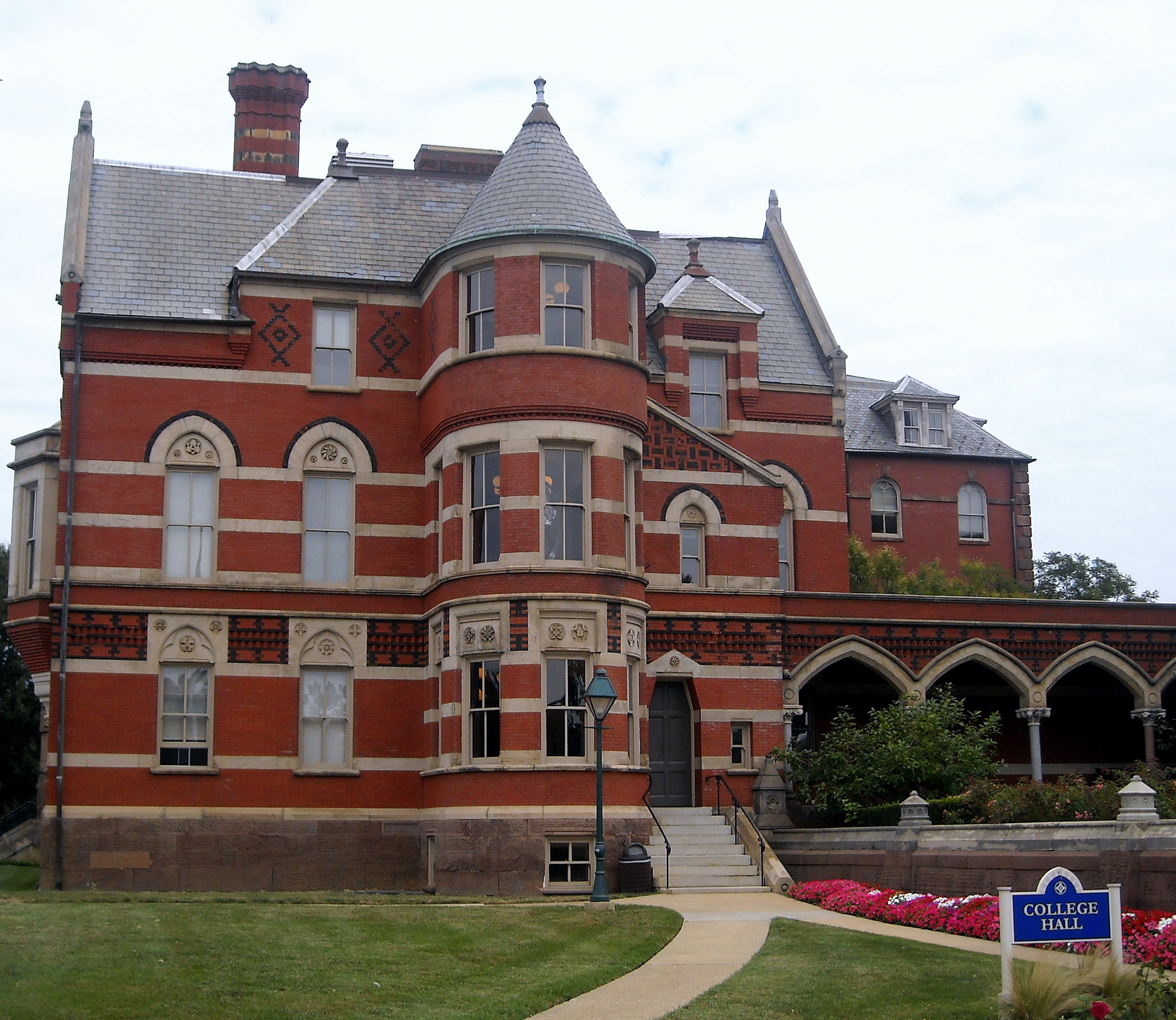
College Hall

Die Gallaudet University [ˌɡæləˈdɛt ˌjuːnəˈvɜːrsət̬i] in Washington, D.C. ist die erste Universität für gehörlose und schwerhörige Studenten und die einzige, die ihr gesamtes Programm und sämtliche Leistungen speziell auf diese Studenten angepasst hat.
Die Einrichtung wurde am 16. Februar 1857, zunächst nur als Schule, in Washington, D.C. als „Columbia Institution for the Deaf and Dumb and the Blind“ vom US-Postminister Amos Kendall gegründet. Kendal ernannte den damals 20-jährigen Edward Miner Gallaudet, Sohn des Mitbegründers der Schulbildung für Gehörlose in den Vereinigten Staaten Thomas H. Gallaudet, zum Direktor. Sieben Jahre später wurde die Institution durch ein von Abraham Lincoln gezeichnetes Bundesgesetz ermächtigt, eine Kollegstufe einzurichten und Kollegdiplome zu verleihen. Fortan trug sie den Namen „National Deaf-Mute College“, welchen sie bis zur Umbenennung zu „Gallaudet College“ im Jahre 1894 behielt.
Am 21. Dezember 1965 wurde die Gallaudet University als National Historic Landmark anerkannt und im Oktober 1966 im National Register of Historic Places (NRHP) verzeichnet. Das Haus des Universitätspräsidenten, das nach Edward Miner Gallaudet benannt ist, wurde im Februar 1974 als Baudenkmal eigenständiger Bedeutung dem NRHP hinzugefügt. Am 10. September 1974 wurde der Campus der Universität als Historic District in das NRHP aufgenommen.
1986 wurde sie durch ein Gesetz des US-Kongresses zur Universität erklärt („Gallaudet University“). Seitdem werden alljährlich Bachelor-, Master- und Doktorgrade an Graduierte vergeben.
Im März 1988 erhoben die Studenten der Universität Proteste unter dem Slogan Deaf President Now gegen die Verwaltung und forderten bei der Neubesetzung der Leitung, dass der nächste Präsident selbst gehörlos sein müsse. Der Verwaltungsrat ging nach einer wochenlangen Besetzung der Gebäude auf die Forderung ein und benannte I. King Jordan als Leiter. Jordan entwickelte sich zu einem prominenten Aktivisten für Menschen mit Behinderung, nicht nur Hörgeschädigte. Seitdem wurden die Leitung und die Verwaltung der Universität überwiegend mit gehörlosen Personen besetzt. Die Proteste waren ein wesentlicher Faktor dafür, dass der Americans with Disabilities Act erlassen wurde, das zentrale amerikanische Gesetz zur Gleichstellung von Menschen mit Behinderung.